# Guy Michelmore
Guy Alford Michelmore (* 27. August 1957 in Surrey, England) ist ein britischer Film- und Fernsehkomponist und ehemaliger Fernsehnachrichtenmoderator.

## Leben und Karriere
Michelmore ist der Sohn der BBC-Moderatoren Cliff Michelmore und Jean Metcalfe. Michelmore besuchte die St. John’s School in Leatherhead und studierte danach am Pembroke College. Ab 1993 war er Moderator des Newsroom South East  (BBC), ehe er eine Karriere als Komponist von Musik für Film und Fernsehen begann. Michelmore lieferte die Filmmusik für einige Marvel-Filme, animierte Spielfilme und eine Reihe von Fernsehserien, darunter für Die Avengers – Die mächtigsten Helden der Welt, Iron Man – Die Zukunft beginnt und The Super Hero Squad Show. Er erhielt eine Annie-Award-Nominierung und für die US-amerikanische Fernsehserie Tutenstein einen Emmy.

## Kursangebote
Michelmore ist CEO und Gründungsmitglied des Online-Bildungsanbieters ThinkSpace Education, welche junge Komponisten  für Film und visuelle Medien ausbildet. ThinkSpace Education war der weltweit erste Anbieter von postgradualen Online-Abschlüssen in Komposition für Film, Spiele und Fernsehen.
Der YouTube-Kanal von ThinkSpace Education wird von Michelmore gehostet, auf dem er Scoring-Demonstrationen vorführt und Kompositionstechniken lehrt.

## Trivia
Michelmore wurde als Nachrichtenmoderator im britischen Fernsehen berühmt, als er sein Getränk über sich und seinen Schreibtisch verschüttete, bevor er eine Live-Schaltung zu Newsroom South East herstellte.

## Filmografie (Auswahl)

### Filme
- Thor: Tales of Asgard – 2011
- The Commuter – 2010
- Jackboots on Whitehall – 2010
- Planet Hulk – 2010
- Beyond the Pole – 2009
- Hulk Vs – 2009
- Next Avengers: Heroes of Tomorrow – 2008
- Doctor Strange: The Sorcerer Supreme – 2007
- The Invincible Iron Man – 2007
- Ultimate Avengers – 2006
- Ultimate Avengers 2 – 2006
- Voices Inside – 2005
- Frozen – 2005
- Mavis and the Mermaid – 2004
- Flyfishing – 2002
- Hellion – 2001
- Distant Shadow – 2000
- The Killing Zone – 1999
- Dead Clean – 1998
- Phoenix – 1997

### Fernsehfilme
- Kitti Katz – 2021
- Nature: The Termite and the Elephant – 2021
- The Woodlies – 2012
- The DaVincibles – 2011
- The Avengers: Earth's Mightiest Heroes – 2010
- Das Dschungelbuch – 2010–2019
- Iron Man: Armored Adventures – 2009
- The Super Hero Squad Show – 2009
- Me, Robot – 2009 Cosmic Quantum Ray
- A Martian Christmas – 2008
- Growing Up Creepie – 2006
- The Queen of Trees – 2005
- Roman Vice – 2005
- Time Machine – 2004
- Di's Guys – 2004
- Tutenstein – 2003
- Cousins – 2000
- Tale of the Tides: The Hyaena and the Mudskipper – 1998
- Africa's Paradise of Thorns – 1997
- Robin Hood: Outlaw of the Forest – 1995
- Eyewitness – 1994